# بوبي إثيريدغ (لاعب كرة قاعدة)
بوبي إثيريدغ (بالإنجليزية: Bobby Etheridge)‏ هو لاعب كرة قاعدة أمريكي، ولد في 25 نوفمبر 1942 في غرينفيل في الولايات المتحدة، وتوفي في 17 سبتمبر 2015 في رولينغ فورك في الولايات المتحدة.

## وصلات خارجية
- بوبي إثيريدغ على موقع دوري كرة القاعدة الرئيسي (الإنجليزية)
- بوبي إثيريدغ على موقعبيزبول رفرنس.كوم (الدوري الرئيسي) (الإنجليزية)
- بوبي إثيريدغ على موقعبيزبول رفرنس.كوم (الدوري الثانوي) (الإنجليزية)
- بوبي إثيريدغ على موقع إي إس بي إن.كوم (أم.أل.بي) (الإنجليزية)
- بوبي إثيريدغ على موقع مشجعي الرسوم البيانية (الإنجليزية)